# Taylor Cub
Taylor Cub je bilo lahko propelersko športno letalo, ki ga je zasnoval C. Gilbert Taylor. Taylor Cub je predhodnik zelo uspešnega Piperja J-3 Cub, katerega proizvodnja je obsegala čez 20000 letal. 
Sprva ga je poganjal 20-konjski motor Brownback "Tiger Kitten", ki se je izkazal za prešibkega. Kasneje so nanj namestili zvezdasti motor Salmson AD-9, ki je izboljšal sposobnosti, vendar je bil drag za vzdrževanje. Kasneje so uporabili novo razviti 37 konjski Continental A-40 motor. 

## Specifikacije (Taylor E-2 Cub)
Reference:
Splošne karakteristike
- Posadka: 1
- Število sedežev: 1 potnik
- Dolžina: 22 ft 3 in (6,78 m)
- Razpon kril: 35 ft 3 in (10,74 m)
- Višina: 6 ft 6 in (1,9812 m)
- Površina kril: 184 ft² (17,1 m²)
- Teža praznega letala: 556 lb (252 kg)
- Maks. vzletna teža: 970 lb (440 kg)
- Pogon letala: 1 ×  Continental A-40-2, 37 KM @ 2550 obratih (28 kW)

 Zmogljivost 
- Maks. hitrost: 61 vozlov (70 mph, 113 km/h)
- Potovalna hitrost: 54 vozlov (62 mph, 100 km/h)
- Doseg: 156 nmi (180 milj, 290 km)
- Višina leta: 12000 ft (3700 m)
- Hitrost vzpenjanja: 400 ft/min (2,0 m/s)
- Obremenitev kril: 5,03 lb/ft² (24,6 kg/m²)
- Razmerje moč/teža: 25 lb/hp (16 kg/kW)